# Antoine Lemarchand
Pour les articles homonymes, voir Lemarchand.
Antoine Lemarchand, né le 6 juillet 1972 à Champigny-sur-Marne, est un entrepreneur français. Il est le président directeur général de Nature & Découvertes, entreprise fondée par ses parents Françoise et François Lemarchand,.

## Biographie
Antoine Lemarchand est issu d’une famille de quatre enfants. Ses parents, Françoise et François Lemarchand, sont les fondateurs de la chaîne de magasins Nature & Découvertes.

### Origines et formation
Diplômé d'un Bachelor of Business Administration obtenue à l'École supérieure des sciences économiques et commerciales (ESSEC) en 1997, il obtient une Maîtrise en administration des affaires (MBA) TRIUM (en), diplôme conjointement donné par l'École des hautes études commerciales de Paris (HEC), la London School of Economics et la Stern School of Business de New York.
En 1997, Antoine Lemarchand participe à l’implantation de Canal Digital (Groupe Canal+) en Scandinavie puis il cofonde, en 1999, le site BtoB Planeteclient, portail de la gestion de la relation client.
En 2001, il rachète les magasins Résonances, enseigne de décoration et d’arts de la table, qu'il revend en 2007.
En 2007, il devient le directeur du développement de Mercator, holding de Nature & Découvertes, avant de devenir vice-président de Nature & Découvertes en mars 2009. Il est nommé, en 2011, président directeur général de Nature & Découvertes.

### Engagements
En 2014, Antoine Lemarchand succède à son père, François Lemarchand, et devient président de la Fondation Nature & Découvertes.
Depuis 2014, il est vice-président d’Entreprise et Progrès, une association apolitique et aconfessionnelle, fondée en 1970, chargée des sujets liés au développement durable et à l’économie positive. Antoine Lemarchand est également parrain du Printemps de l’éducation, « mouvement pour un renouveau de l’éducation » créé en 2012.
Il est engagé dans la Fondation Lemarchand pour l’Équilibre entre les Hommes et la Terre, créée en 2008 par François Lemarchand et placée sous l’égide de la Fondation de France.